# Scopula dhofarata
Scopula dhofarata är en fjärilsart som beskrevs av Edward P. Wiltshire 1986. Scopula dhofarata ingår i släktet Scopula och familjen mätare. Inga underarter finns listade.